# 楊炅沅
楊炅沅（1981年4月1日—），常譯作楊慶元，韓國男演員，主要活躍于舞台剧和电视剧。出道成为演员前，他是一家建築公司的普通上班族。

## 演出作品

### 電視劇
- 2016年：SBS《六龍飛天》
- 2017年：KBS2《三流之路》
- 2019年：tvN《阿斯達年代記》飾演 舒代
- 2019年：tvN《愛的迫降》飾演 表治秀[3]
- 2020年：tvN《哈囉掰掰，我是鬼媽媽》飾演 鞠寶元
- 2021年：tvN《黑道律師文森佐》飾演 李哲旭
- 2021年：tvN《Drama Stage-德久Is Back》飾演 千德久
- 2021年：Coupang Play原创《某一天》饰演 朴斗植
- 2022年：MBC《黑話律師》飾演 孔志勳
- 2022年：Watcha《今天可能會有點辣》飾演 楊秀元
- 2023年：JTBC《歡迎回到三達里》飾演 全大英
- 2024年：tvN《魅惑之人》飾演 柳玄寶
- 2024年：SBS《來自地獄的法官》飾演 梁勝彬

### 電影
- 2015年：机器人的声音（朝鲜语：로봇,_소리）
- 2017年：《Calling》（콜링）

### 音樂劇[4]
- 2010年：《百老匯42街》[5]
- 2011年：《佐羅》
- 2011年：《Guys and Dolls》
- 2012年：《鏡子公主 平岡的故事》
- 2013年：《鏡子公主 平岡的故事》
- 2014年：《噢!當你沉睡時》
- 2015年：《RHO71500》
- 2015年：《有理想的青少年》
- 2017年：《鏡子公主 平岡的故事》
- 2018年：《鏡子公主 平岡的故事》

### 話劇
- 2013年：《爺爺與我》
- 2013年：《ALMOST MAINE》
- 2014年：《爺爺與我》
- 2014年：《柔道少年》
- 2015年：《柔道少年》
- 2015年：《爺爺與我》
- 2016年：《爺爺與我》
- 2017年：《新人類的百分討論》
- 2018年：《新人類的百分討論》
- 2019年：《炙熱的夏天》
- 2019年：《我們去KTV聊聊吧》
- 2021年：《完美的他人》[6]
- 2021年：《爺爺與我》[7]
- 2022年：《過去和今天》[8]
- 2023年：《過去和今天》

## 其他作品

### 綜藝
| 日期                 | 播放平台   | 節目名稱 | 角色     | 備註 |
| -------------------- | ---------- | -------- | -------- | ---- |
| 2020年5月4日—5月25日 | MBC Every1 | 海之令   | 固定成員 |      |

## 獎項
| 年份   | 頒獎典禮              | 獎項                | 作品         | 結果 |
| ------ | --------------------- | ------------------- | ------------ | ---- |
| 2020年 | 第56屆百想藝術大獎    | 電視部門 男子助演獎 | 《愛的迫降》 | 提名 |
| 2020年 | 第15屆亞洲模特大獎    | 新星獎              | 《愛的迫降》 | 獲獎 |
| 2021年 | 第7屆APAN Star Awards | 男子演技獎          | 《愛的迫降》 | 提名 |
| 2022年 | 第1屆青龍系列大獎     | 男子配角獎          | 《某一天》   | 提名 |
| 2022年 | 2022 MBC演技大獎      | 最佳角色獎          | 《黑話律師》 | 提名 |